# Barbra Banda
Barbra Banda (født 20. marts 2000) er en zambisk fodboldspiller, der spiller som angriber for den kinesiske klub Shanghai Shengli og er anfører for Zambias kvindelandshold i fodbold.
Hun repræsenterede Zambia ved sommer-OL 2020 i Tokyo , hvor hendes hold blev elimineret i gruppespillet.